# استیون گیلسپی
استیون گیلسپی (انگلیسی: Steven Gillespie؛ زادهٔ ۴ ژوئن ۱۹۸۵) بازیکن فوتبال اهل بریتانیا است.
از باشگاه‌هایی که در آن بازی کرده‌است می‌توان به باشگاه فوتبال چلتنهام تاون، باشگاه فوتبال بریستول سیتی، باشگاه فوتبال کولچستر یونایتد، باشگاه فوتبال فلیتوود، باشگاه فوتبال بریستول راورز، باشگاه فوتبال لیورپول، باشگاه فوتبال چلتنهام تاون، باشگاه فوتبال چلتنهام تاون، باشگاه فوتبال چلتنهام تاون، باشگاه فوتبال آلترینچام، و باشگاه فوتبال وارینگتون تاون اشاره کرد.